# Pascal Delannoy
Pour les articles homonymes, voir Delannoy.
Pascal Delannoy, né le 2 avril 1957 à Comines dans le département du Nord, est un prélat catholique français, archevêque de Strasbourg depuis le 28 février 2024.

## Biographie

### Formation
Pascal Delannoy suit des études en économie à la Fédération universitaire et polytechnique de Lille, obtenant une maitrise en sciences économiques et un diplôme d'études supérieures d'expertise comptable. Il travaille pendant quatre ans dans un cabinet d'expertise comptable avant d'entrer au séminaire de Lille.

### Principaux ministères

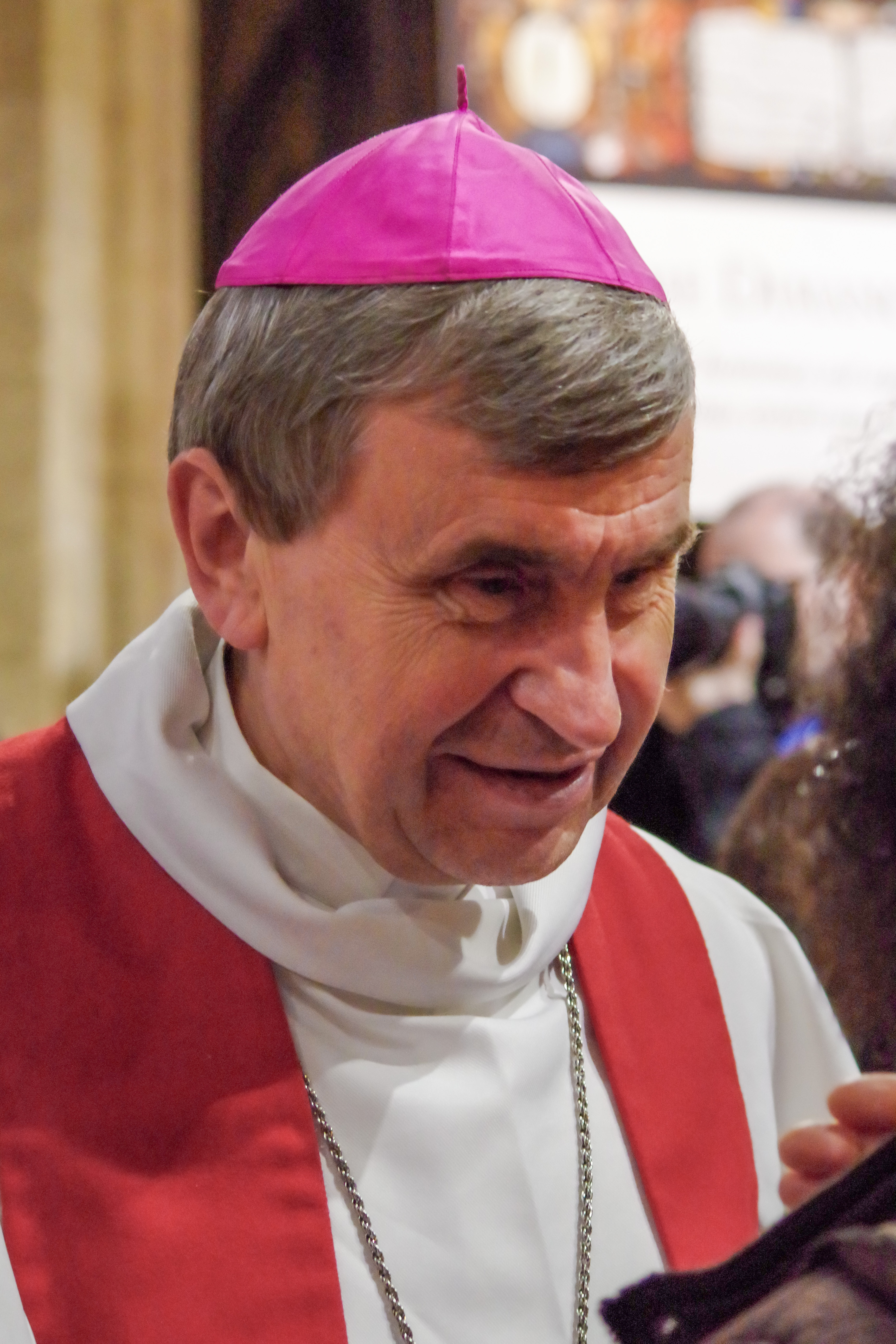
Pascal Delannoy à la veillée pour la vie en 2015.

Ordonné le 4 juin 1989 pour le diocèse de Lille, il exerce un premier ministère paroissial à Roubaix pendant deux ans avant de devenir responsable diocésain de la pastorale en milieux indépendants de 1991 à 1999. À partir de 1997, il cumule cette responsabilité avec celle de doyen de Roubaix-centre et de Bailleul.
En 1999, il est nommé vicaire épiscopal de la zone de la Flandre et en 2003 doyen de l'Houtland.
Jean-Paul II le nomme évêque auxiliaire de Lille le 30 juin 2004 avec le titre d'évêque titulaire (ou in partibus) d’Usinaza. Il est consacré le 12 septembre suivant par l'archevêque de Lille, Gérard Defois.
Le 10 mars 2009, il est nommé évêque de Saint-Denis en remplacement d'Olivier de Berranger, démissionnaire en janvier de la même année.
Au sein de la Conférence des évêques de France, il préside la commission financière et le Conseil pour les affaires économiques, sociales et juridiques jusqu'au 1er juillet 2013.
Il est élu vice-président de la Conférence des évêques de France le 17 avril 2013 et termine cette mission en 2019.
En 2019, il préside le Conseil pour la Solidarité.
Le 28 février 2024, il est nommé archevêque de Strasbourg par le pape François et le président de la République Emmanuel Macron. Cette nomination par décret du Président est l'une des particularités de l’Alsace et de la Moselle, où le régime concordataire n'a pas été abrogé par la loi de séparation des Églises et de l'État de 1905.
Il est installé le 21 avril suivant en la cathédrale Notre-Dame de Strasbourg, en présence de Celestino Migliore, nonce apostolique en France ; du cardinal Jean-Marc Aveline, archevêque de Marseille ; d’Éric de Moulins-Beaufort, archevêque de Reims et président de la conférence des évêques de France ainsi que de Philippe Ballot, archevêque-évêque de Metz, qui a administré le diocèse pendant la vacance du siège épiscopal.

## Traitement d’affaires d'abus sexuels
Alors que trois signalements de la part de femmes, accusant le prêtre Jacques Gagey d'agressions sexuelles entre 1993 et 2002, sont transmis aux autorités religieuses, en 2019, 2020 et 2022, il est nommé curé de la paroisse de Pantin en septembre 2022. Le diocèse reconnait un « dysfonctionnement » dans cette nomination. Jacques Gagey fait l'objet, depuis novembre 2022, d'une enquête pour agressions sexuelles sur des femmes majeures. Sa charge de curé de l'église Saint-Germain de Pantin lui est alors retirée,.
Le 16 avril 2023, Pascal Delannoy annonce aux diocésains qu'à la suite d’un signalement effectué par le diocèse de Paris en application du protocole conclu avec le parquet de Paris, et avec son accord, le diocèse de Paris a pris la décision de rendre publiques les mesures conservatoires canoniques prises à l’égard de Jacques Gagey, jusqu’alors curé de la paroisse Saint-Germain-l’Auxerrois de Pantin,.
Ces mesures font suite à l’ouverture d’une enquête canonique portant sur des faits pouvant concerner des jeunes femmes majeures au moment des faits entre 1993 et 2002.

## Devise épiscopale
- « Avec humilité et confiance »

## Décorations
- Chevalier de la Légion d'honneur, 14 juillet 2019[12].